# エミレーツ航空521便着陸失敗事故
エミレーツ航空521便着陸失敗事故（エミレーツこうくう521びんちゃくりくしっぱいじこ）は、2016年8月3日に、トリヴァンドラム国際空港発ドバイ国際空港行きだったエミレーツ航空521便（ボーイング777-31H）が、着陸復航を行っていた際に滑走路に接触し炎上した航空事故である。乗員乗客300人に死者はなかったが、消火にあたった消防士の1人が死亡した。この事故は、エミレーツ航空が起こした初めての全損事故であり、また初めて死者を出した事故である。。

## 事故機
事故機のボーイング777-31H（A6-EMW）は、シリアル番号32700、ライン番号434で製造されたものだった。2基のロールス・ロイス トレント892を搭載しており、2003年3月に製造され、同年5月にエミレーツ航空へ納入されており、事故時には、58,169時間の飛行経験があった。

## 乗員乗客
521便には282人の乗客と18人の乗員が搭乗していた。機長はアラビア人であり、副操縦士はオーストラリア人であった。

## 事故の経緯
521便は、出発予定時刻から29分遅れのIST10時34分にトリヴァンドラム国際空港を離陸した。目的地であるドバイ国際空港へはGST12時24分に到着する予定だった。
521便の進入と着陸はいたって正常であり、緊急事態宣言もなされていなかった。521便が滑走路に接地した後、パイロットが着陸復航を宣言した。管制官は4,000フィート (1,200 m)への上昇を許可したが、直後に521便は滑走路上で炎上し、管制官は次の到着便をゴーアラウンドさせ、緊急サービスへの通報を行った。当時、外気温が48度であり、ウィンドシアの報告もあった。
事故はGST12時37分に発生した。予備報告書によると、ウィンドシアは最終進入後の機体の対気速度に影響を与えたと述べた。521便は、13,000フィート (4,000 m)の長さがある滑走路12Lの3,600フィート (1,100 m)地点に162ノット (300 km/h)で着陸した。2秒後、コックピットで「LONG LANDING」の警報が鳴り、着陸復航を開始した。メインギアの接地から6秒が経過していたが、ノーズギアは接地していなかった。521便は上昇を開始し、4秒後にフラップレバーが20度に動かされ、ギアも格納されはじめた。機体は85フィート (26 m)まで上昇した。この間、パイロットはオートスロットルにより速度が維持されると考え、スロットルの操作を行わなかったため、対気速度が減少し始めた。上昇開始から12秒後にパイロットはスロットルを全開にしたが、機体は降下し始め、3秒後に滑走路に接触した。
この事故で消火にあたった消防士1人が死亡し、客室乗務員4人が重傷、35人が軽傷を負った。

## 事故調査
アラブ首長国連邦の調査委員会（GCAA）が調査を開始した。GCAAは、調査を完了するのに3ヶ月から5ヶ月を要し、エミレーツ航空や事故機の製造元のボーイング、エンジンの製造を行ったロールスロイスから支援を受けると述べた。また、国家運輸安全委員会の調査官もチームに加わった。ブラックボックスは、事故翌日に回収された。2016年9月に予備報告書が公表され、同年11月20日にGCAAは、公式調査は2019年まで長引く可能性があると述べた。2017年8月に発表された報告によると、パイロットは接地後に復航を試みたが、ギアを格納した後に滑走路に機体が接触したことが判明した。

### 最終報告書
2020年2月6日、GCAAは最終報告書を公表した。報告書ではパイロットエラーを指摘しており、以下が主な原因としている。
- 着陸復行を試みた間、墜落前の最後の3秒間を除き、両エンジンのスラストレバーとエンジンの推力はアイドル状態のままであった。そのため、同機のエネルギー状態は飛行を維持するには不十分であった。
- パイロットは着陸時と着陸復行時に、主要な飛行計器を効果的に見て監視できなかった。
- FCOM（着陸復行及び進入復行手順）の開始時に、機長がTO/GAスイッチを押した後、オートスロットルがエンジンスラストレバーをTO/GA位置に移動するために応答しなかったことにパイロットは気づかなかった。
- パイロットは、FCOMのエンジン推力の確認手順を省略したため、エンジンの推力を増加させるための是正措置を講じなかった。

## 事故後
ドバイ国際空港は5時間半閉鎖された。ドバイに着陸予定だった便は、付近のアブダビ国際空港やシャールジャ国際空港、アール・マクトゥーム国際空港へダイバートした。閉鎖により、エミレーツ航空やフライドバイが運航する数便が欠航となり、約23,000人の乗客に影響を与えた。ドバイ国際空港は、現地時間18時30分から再開され、使用可能な滑走路1本とアール・マクトゥーム国際空港で受け入れを行った。出発便よりも到着便が優先された。事故が発生した滑走路も翌日の17時45分に再開され、8月6日には空港は通常どおりの運航を再開した。
エミレーツ航空は、事故の8日後の8月11日に、282人の乗客へ7,000ドルの補償金を支払った。